# Jackson Odell
Jackson Odell (Colorado, 1997. július 2. – Tarzana, Kalifornia, 2018. június 8.) amerikai színész, dalszerző.

## Filmjei
- Doktor Addison (2009, tv-sorozat, egy epizódban)
- Benne vagyok a bandában (I'm in the Band) (2009, tv-sorozat)
- Babysitters Beware (2009)
- State of the Union (2010, tv-sorozat, egy epizódban)
- Csodák pedig vannak (Healing Hands) (2010, tv-film)
- Masterpieces (2010, rövidfilm)
- Quest (2010, rövidfilm)
- Jefferson (2010)
- Modern család (Modern Family) (2010, 2012, tv-sorozat, két epizódban)
- Judy Moody és a nem nyamvadt nyár (Judy Moody and the Not Bummer Summer) (2011)
- I Have Friends (2011–2012, tv-sorozat, három epizódban)
- iCarly (2012, tv-sorozat, egy epizódban)
- Az ítélet: család (Arrested Development) (2013, tv-sorozat, egy epizódban)
- Jessie (2013, tv-sorozat, egy epizódban)
- Paulie (2013, tv-film)
- A Goldberg család (The Goldbergs) (2013–2015, tv-sorozat, nyolc epizódban)
- The Fosters (2014, tv-sorozat, egy epizódban)
- Astrid Clover (2016, tv-sorozat, egy epizódban)